# Stanley Whitford

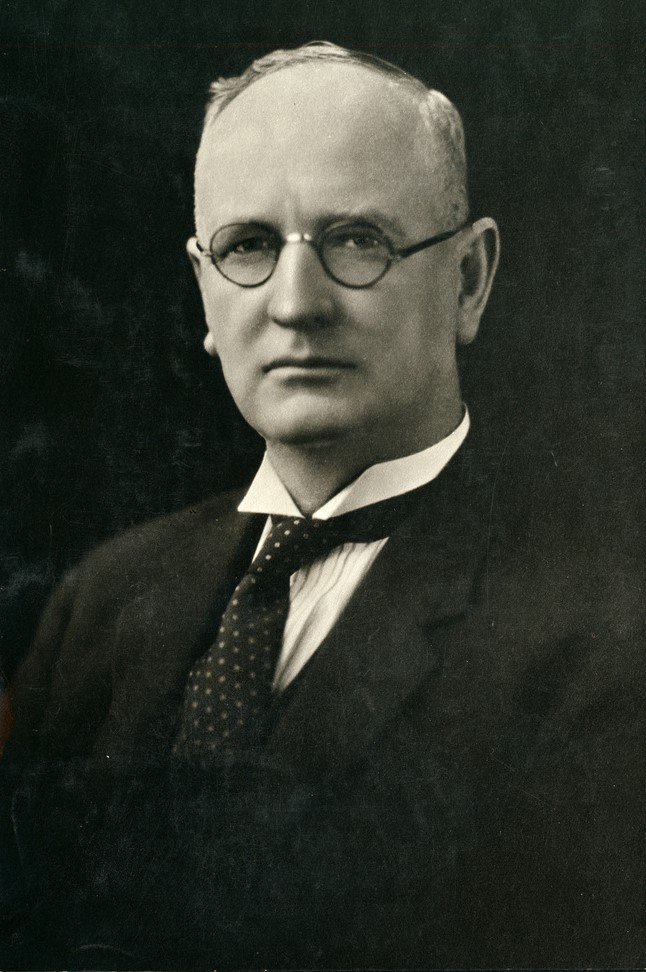
Stanley Whitford (1930)

Hon. Stanley „Stan“ R. Whitford (* 5. Januar 1878 in Moonta, South Australia; † 13. Dezember 1959 in Adelaide, South Australia) war ein australischer Politiker der Labor Party und später Parteiloser, der zwischen 1921 und 1927 Mitglied des South Australian House of Assembly und von 1929 und 1941 Mitglied des South Australian Legislative Council sowie zwischen 1930 und 1933 Minister war.

## Leben

### Arbeiter, Gewerkschaftsfunktionär und erfolglose Kandidaturen bei Parlamentswahlen
Stanley R. Whitford war das jüngste Kind von Richard Whitford, einem Bergmann aus Devonshire, und dessen aus Cornwall stammenden Ehefrau Emma Matthews Whitford. Nachdem er die örtliche Grundschule in Moonta verlassen hatte, arbeitete er sieben Jahre lang bei einem Schmied. 1898 besuchte er die bergtechnische Abendkurse sowie die Samstagskurse für Bergwerksvermessung an der Bergschule von Moonta und arbeitete anschließend zwischen 1899 und 1908 in den Goldfeldern von Western Australia. Nach einer einjährigen Beschäftigung in Wallaroo fand er 1909 eine Anstellung als Gepäckträger beim Eisenbahnunternehmen South Australian Railways (SAR). Dort begann sein gewerkschaftliches Engagement als Organisator und Sekretär der Eisenbahngewerkschaft South Australian Railways and Tramways Association sowie in der Australischen Arbeitergewerkschaft AWU (Australian Workers’ Union).
Whitford war ein Gegner der Einführung der Wehrpflicht in Australien während des Ersten Weltkrieges und kandidierte für die Australian Labor Party (ALP) bei den Bundeswahlen am 5. Mai 1917 im Wahlkreis Barker für ein Mandat im Australischen Repräsentantenhaus. Er unterlag allerdings mit 9522 Stimmen (36,1 Prozent) dem Wahlkreisinhaber der Nationalist Party of Australia, John Livingston, auf den 16.869 Stimmen (63,9 Prozent) entfielen. Bei den Wahlen am 6. April 1918 kandidierte er im damaligen Zwei-Personen-Wahlkreis Victoria ebenfalls ohne Erfolg für ein Mandat im South Australian House pf Assembly. Bei den Bundeswahlen am 13. Dezember 1919 bewarb er sich für die ALP im Wahlkreis Boothby erneut um einen Sitz im Repräsentantenhaus, verlor dieses Mal mit 8872 Stimmen (30,4 Prozent) jedoch abermals dem Wahlkreisinhaber der Nationalist Party William Story, der 18.501 Stimmen (63,5 Prozent) erhielt. Danach fungierte er zwischen 1919 und 1920 Präsident der Labor Party im Bundesstaat South Australia.

### Mitglied desHouse of Assemblyund desLegislative Councilsowie Minister

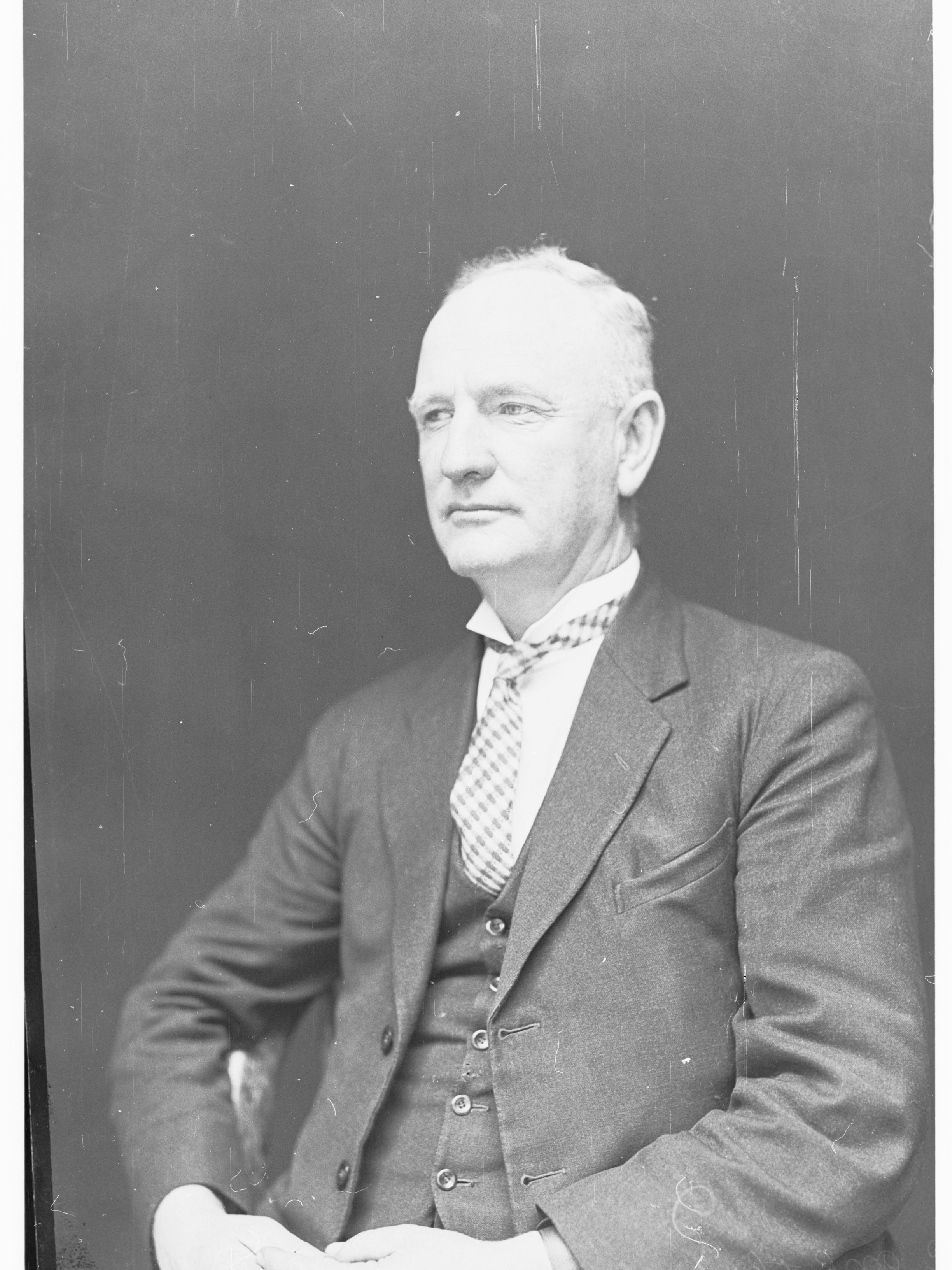
Stan Whitford (1925)

Bei der Wahl am 9. April 1921 wurde Stan Whitford für die ALP im damaligen Zwei-Personen-Wahlkreis North Adelaide erstmals zum Mitglied des South Australian House of Assembly gewählt, des Unterhauses des Parlaments von South Australia, und konnte sich dabei gegen den bisherigen Wahlkreisinhaber William David Ponder von der Nationalist Party durchsetzen. Er vertrat diesen Wahlkreis bis zu seiner eigenen Niederlage gegen Shirley Jeffries von der Liberal Federation bei der Wahl am 26. März 1927. Er war zudem zwischen 1922 und 1924 Mitglied des Stadtrates von Adelaide, Delegierter der South Australian Football League (SAFL) sowie von 1923 bis 1924 Präsident der Arbeiterbildungsvereinigung (Workers’ Educational Association). Nach seiner Niederlage war er kurzzeitig Mitarbeiter der Hafenverwaltung, ehe der konservative Unternehmer Sir William Bruce ihm eine Anstellung in dessen Unternehmen Adelaide Cement Co., ein Haus und Geldgeschenke gab. Nach dem Tode seines Parteifreundes John Carr am 9. Juni 1929 wurde Whitford bei der dadurch notwendigen Nachwahl am 17. August 1929 erstmals zum Mitglied des South Australian Legislative Council gewählt, des Oberhauses des Parlaments, und vertrat den Wahlkreis Central District No 1 bis zu seiner Niederlage bei den Wahlen am 29. März 1941.
Nach dem Wahlsieg der Labor Party bei der Wahl am 5. April 1930, bei der die ALP 30 der 46 Sitze im House of Assembly erhielt, wurde Stan Whitford am  17. April 1930 in die zweite Regierung von Premier Lionel Hill und bekleidete in dieser bis zum 13. Februar 1933 die Ämter als Landwirtschaftsminister (Minister of Agriculture) sowie als Minister für Waldgebiete (Commissioner for Forest Lands). Des Weiteren übernahm er zwischen dem 17. April und dem 30. Oktober 1930 in Personalunion die Posten als Minister für Rückkehrer (Minister of Repatriation), als Minister für Einwanderung (Minister of Immigration) sowie als Minister für Bewässerung (Minister of Irrigation). Schließlich wurde er am 30. Oktober 1930 Chief Secretary und fungierte als solcher bis zum 13. Februar 1933 als Chefsekretär der Regierung. 1931 wurde Whitford aus dem Gewerkschaftsbund AWU und der ALP wegen Unterstützung des innerhalb der Labor Party kritisierten sogenannten „Premiers’ Plan“ des australischen Premierministers James Scullin ausgeschlossen, der letztendlich deswegen am 6. Januar 1932 sein Amt verlor. Infolgedessen sahen sich Hill und seine Regierung der Ausgrenzung durch ihre eigene Partei sowie einer weit verbreiteten Unzufriedenheit innerhalb dieser ausgesetzt, blieben aber mit zeitweiliger Unterstützung der Liberal Federation als Regierung der Parliamentary Labour Party im Amt. In der Regierung von Hills Nachfolger als Premier, Robert Richards, übernahm Whitford zwischen dem 13. Februar und dem 18. April 1933 weiterhin die Funktionen als Chefsekretär der Regierung, Landwirtschaftsminister und Minister für Waldgebiete. Nach seinem Ausscheiden aus der Regierung Richards blieb Whitford als Parteiloser (Independent) Mitglied des Legislativrates und war zugleich als Geschäftsreisender tätig. Am 20. Juli 1933 wurde ihm der Höflichkeitstitel The Honourable verliehen.
1939 bezeichnete er die Arbeiter als Maden (maggots) und lobte Adolf Hitler: „Können wir nicht unseren Hut vor so einem Organisator ziehen? Ich tue es“ („Can’t we take our hats off to such an organiser? I do“). Während des Zweiten Weltkrieges verlor er bei der Wahl am 29. März 1941 seinen Sitz im Legislativrat sowie seine Werbeagentur für schottischen Whisky und arbeitete anschließend er bis 1943 in einer Munitionsfabrik. Aus seiner am 1. Oktober 1910 in der Methodistenkirche in North Adelaide mit der Schullehrerin Edith Thyra Dixon geschlossenen Ehe gingen zwei Söhne hervor. Aufgrund seiner Arthritis verkrüppelt, verbrachte er die letzten elf Jahre seines Lebens bettlägerig im Krankenhaus, wo er seine unveröffentlichte Autobiografie schrieb. Nach seinem Tode im Royal Adelaide Hospital am 13. Dezember 1939 wurde er auf dem West Terrace-Friedhof beigesetzt.